# 内藤祐次
内藤 祐次（ないとう ゆうじ、1920年8月3日 - 2005年10月11日）は、日本の経営者。エーザイ社長、会長を務めた。

## 経歴
東京都出身。1944年に東京帝国大学経済学部を卒業し、同年に日本衛材(のちのエーザイ)に入社。
1956年5月に取締役に就任し、1959年3月に常務、1964年5月に専務を経て、1966年5月には社長に就任。1988年4月に会長に就任。社長在任時には、国際化を推進し、エーザイを日本有数の大手製薬会社に育て上げた。
1998年4月に勲三等旭日中綬章を受章。
2005年10月21日肺炎のために死去。85歳没。